# ザ・ヒットマン 血はバラの匂い
『ザ・ヒットマン 血はバラの匂い』（-ちはばらのにおい、英題：The Hitman: Blood Smells Like Roses）は、1991年6月14日、石井輝男監督・脚本、西城秀樹主演により製作されたオリジナルビデオ。東映Vシネマ作品。1980年代、2時間ドラマの世界に沈潜していた石井の映画復活作として知られる。

## 概要
1979年（昭和54年）10月6日に東映系で公開された劇映画『暴力戦士』以来、実に12年の映画的沈黙を破り、石井輝男が東映で演出した作品である。
まだ20代だった高丸雅隆（現・テレビドラマ演出家）、木村立哉（現・映画プロデューサー）が助監督として参加している。

## スタッフ
- 監督・脚本：石井輝男
- 原作：仲村雅彦
- 撮影：米原良次
- 音楽：大谷和夫
- 主題歌：西城秀樹「MAD DOG」
- プロデューサー：天尾完治

## キャスト
- 西城秀樹：高梨友一郎(トラック運転手。元自衛官でスナイパーの名手。オリンピック候補の腕を持つ。)
- 七瀬なつみ：ルミ(新宿で遊ぶ女。高梨の荷物を置き引きした事が縁で協力する)
- 小沢幹子：雨宮玲子(高梨の元恋人。デートの待ち合わせ中に暴力団の抗争に巻き込まれ、銃弾を浴びて死亡。)
- 黛まどか：花江(保育所勤務で玲子の元同僚。命日に玲子の墓参りする高梨を気遣う。)
- 仙葉由季：世津子(ソープ嬢。追われている高梨を匿う。ルミの親友。)
- 豊川悦司：ディスコ男(ルミに深町が来た事を教える。)
- 中条きよし：仲塚(内閣情報調査室次長。防衛庁時代の高梨の元上司で陰ながら高梨に手助けする。)

　＜光吉組＞
- 小沢一義：組員(ディスコの女をナンパしてレイプしようとする男)
- 誠吾大志：杉本(若頭)
- 堀田眞三：光吉(組長)

　＜熊佐組＞
- 市山登：深町(熊佐組幹部。ルミから高梨の荷物を買い取るが高梨に殺される。)
- 伊藤洋三郎：組員(深町が殺された事で直前に会ってたルミから聞き出そうとする。)
- 椎谷建治：安田(安田組組長。熊佐組の金庫番。)
- 藤本聖名子：成美(安田の愛人)
- 片桐竜次：剛田(若頭)
- 睦五朗：熊佐茂久(組長)
- 余貴美子：熊佐姐御(熊佐の妻)

　＜新宿署＞
- 丹波哲郎（特別出演）：内野刑事(マル暴の生き字引で優秀なベテラン刑事。単独で一連の抗争事件に関与する高梨にたどり着く。)
- 長倉大介：若手刑事(内野と一緒に捜査する)
- でんでん：山田(新宿署課長)
- 菅貫太郎：署長(一連の抗争事件に仲塚と関与する。)